# Hedy Epstein
Hedy Wachenheimer de Epstein (Friburgo de Brisgovia, 15 de agosto de 1924 - San Luis, Misuri,  26 de mayo de 2016) fue una activista política germano-estadounidense conocida por su apoyo a la causa palestina a través del International Solidarity Movement (Movimiento Internacional de solidaridad).
Nacida en Friburgo en una familia judía, fue rescatada de la Alemania nazi por Kindertransport en 1939. Emigró a los Estados Unidos en 1948, y residió en San Luis, Misuri, por muchos años.
En 2001, fundó un capítulo de St. Louis de la Mujeres de Negro, un grupo antiguerra que se centró originalmente en la ocupación de Israel. En 2003 viajó a la Cisjordania para trabajar con el Movimiento de Solidaridad Internacional. Volvió una vez al año, diciendo que  CounterPunch  que había sido desnudada para control, y con registro de las cavidades en 2004 por guardias en el Aeropuerto Internacional Ben Gurión.

## Deceso
Falleció en su hogar en St. Louis, el 26 de mayo de 2016 a los 91 años, de cáncer.